# Emma Aberle
Emma Aberle (* 16. November 1886 in Botnang; † 3. Dezember 1949 ebenda) war eine deutsche Schriftstellerin und Dichterin.

## Leben
Emma Aberle war eines von vier Kindern, ihr Vater starb früh. Ihre beiden Brüder zogen aus Botnang weg. Mit ihrer Schwester lebte sie lebenslang in ihrem Geburtshaus in der Alten Stuttgarter Straße 25 zusammen. Nach dem Schulabschluss arbeitete sie in der 1860 gegründeten Stuttgarter Papierfabrik Eugen Lemppenau, in der sie als ungelernte Arbeiterin begann und zur Directrice aufstieg.
Sie kaufte sich Bücher und vertiefte sich in die deutschen Klassiker, wodurch sie autodidaktisch ihre literarische Bildung erwarb. Aberle schloss sich dem Botnanger Künstlerkreis „Zirkel“ an, der sich regelmäßig in dem von Hermann Dürr im Februar 1914 eröffneten Café traf. Diesem gehörte unter anderem auch der Maler Hermann Umgelter an. Ebenso war sie Mitglied im Schwäbischen Schillerverein.
1915 begann sie in ihrer Freizeit eigene Werke zu veröffentlichen, vorwiegend in lokalen Periodika. Im Ersten Weltkrieg war sie als Lazaretthelferin tätig. Besondere Bewunderung ihrerseits erfuhr der Schriftsteller Christian Wagner, mit dem sie in Briefaustausch stand. Ihm widmete sie anlässlich seines Todes 1918 ein Requiem, das 1924 veröffentlicht wurde.
In der Nachkriegszeit übernahm sie die Betreuung von weiblichen Strafgefangenen. Einige Quellen geben an, dass sie auch als Schneiderin tätig war.

## Werke (Auswahl)
- Sinnsprüche. Hugo Dittmar, Stuttgart 1920.
- Requiem für Christian Wagner. Georg Ebinger, Stuttgart 1924.
- Aus meiner Seele. Phantasien und Bilder. Georg Ebinger, Stuttgart / Kommission: Ed. Schmidt, Leipzig 1924.
- Christian Wagner. In: Schwäbische Gestalten und Landschaften: eine Skizzenreihe. Stuttgarter Neues Tagblatt, Stuttgart 1926 (Tagblatt-Schriften; 3), S. 45f.
- Auf Hohenasperg. In: Schwäbische Gestalten und Landschaften: eine Skizzenreihe. Stuttgarter Neues Tagblatt, Stuttgart 1926 (Tagblatt-Schriften; 3), S. 79f.
- Tiergeschichten und Märchen. Elsbeth Stockmayer. Ludwigsburg o. J.

## Ehrungen

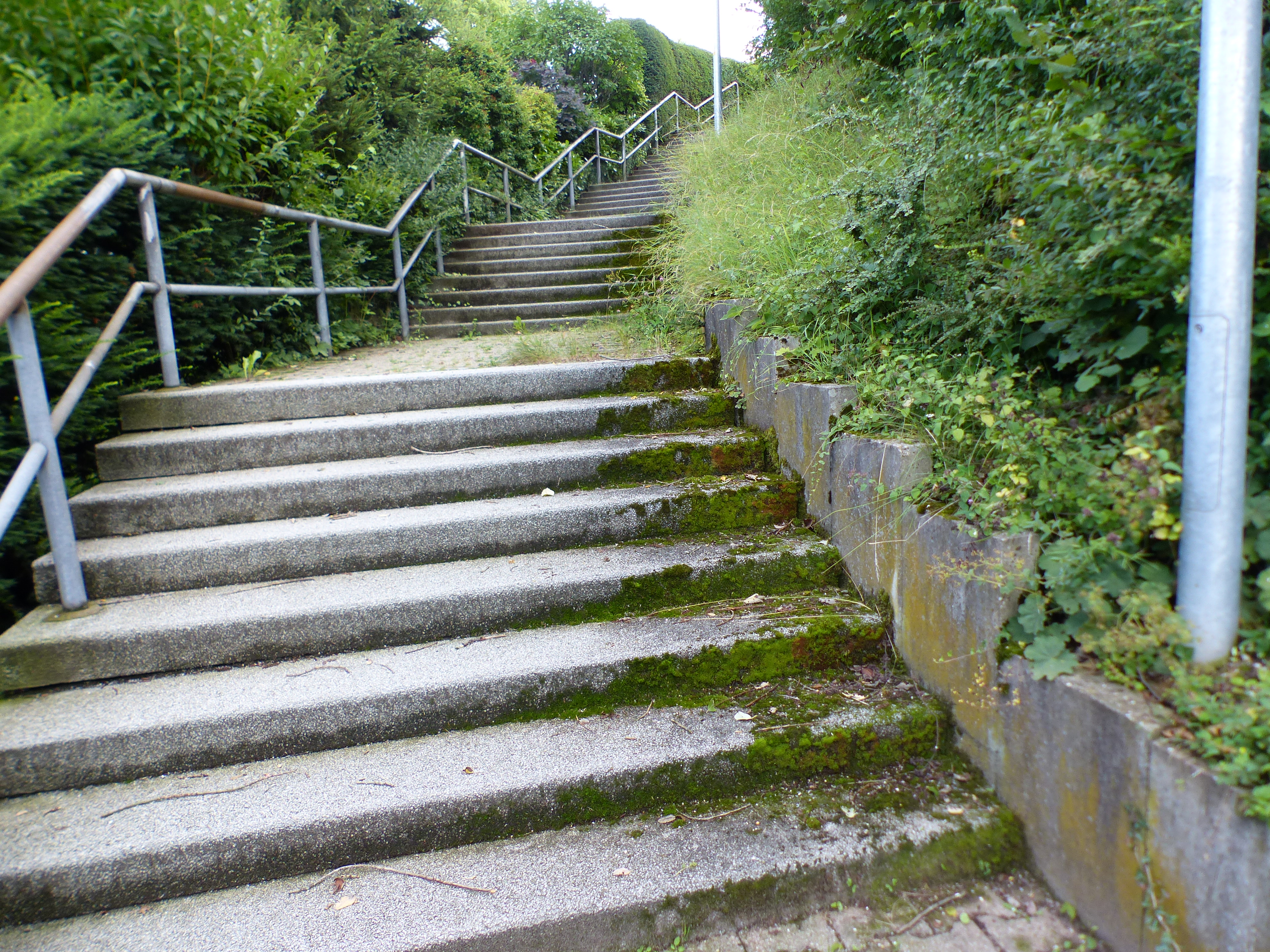
Emma-Aberle-Staffel, Botnang

Nach ihr wurde 1980 im heutigen Stuttgarter Stadtbezirk Botnang der Emma-Aberle-Weg benannt. Davon abgeleitet ist die Bezeichnung Emma-Aberle-Staffel für die vom Emma-Aberle-Weg nach oben zur Vaihinger Landstraße führende Treppe.